# Chris Burden
Chris Burden (Boston, Massachusetts, 1946. április 11. – Topanga, Kalifornia, 2015. május 10.) amerikai művész.
Általában nagyon komoly rizikót vállal műveiben. Extrém „fenegyereknek" számít mind a mai napig. Chris Burden 1971-től a nyolcvanas évekig kb. 60 munkát készített. A Burden performanszok azért tűnnek lényegesnek, mert a műfajt választók általános vérmérsékletét illusztrálják, de meglehetős pontossággal rajzolódnak rajtuk keresztül ki a formalista hajlamok és az erős hatás keltésének tehetsége is. Akcióinak témái az erőszak, fizikai provokáció. Az eszközök, amiket használ egy mélyebb tudás elérésére szolgálnak.

## Első akciói
- Lövés (1971) Általában az erőszakkal és morális dilemmákkal konfrontálja a nézőközönséget. November 19-én, este 19:45-kor (a tv-ben lévő „nagy filmek” időpontjában) egy barátját megkérte, hogy 5 méterről lőjön a karjába . (Az eset egy kicsit súlyosabban sikerült a vártnál). Az egész amerikai erőszakhullám az, ami ezt az egészet körülveszi (Kennedy elleni merénylet, Martin Luther King elleni merénylet, vietnámi háború), de máig érvényes asszociációi vannak. Ezzel kapcsolatban azt mondta, hogy az érdekli, hogy valaki mit érez akkor, amikor lelövik. Szembesítette magát egy tulajdonképpeni „giccses" helyzettel (a tévében naponta több ezer embert lőnek le), – ami mégis életre-halálra megy.
- Halott ember (1972. november 12.) ez az akció Los Angelesben történt: becsomagolták egy zsákba, majd kátránypapírral letakarva kitették egy nagy forgalmú autósztrádára. Az autósok nem láthatták, hogy ember van benne, és elsősorban saját épségüket féltve kerülték ki az akadályt. (Letartóztatták hamis veszélyhelyzet okozása miatt).

Játék lehetett ez is, de valódi kockázattal élet-halál kérdését eldöntő játék, aminek része a megnevezésekkel kapcsolatos szójáték is. Halott test (corps) és az életmű művészettörténeti terminusa, a corpus kerülnek egymás mellé, és érdekes módon játszódhat le az a jelentéskioltás, ami valamelyik értelmezés hamis voltának leleplezése következtében nem állhatott volna be. Játék a halállal és a szavakkal. Mindegyik valóságos, a helyzet azonban, melyben mindez összekerül, művészi elhatározás, döntés kérdése. Vito Acconci említette, hogy olyan közeget kíván műveivel létrehozni, amiben a közönség is integrált tényező, része annak, amit a művész (velük együtt) tesz. 
Olyan közegről esik tehát szó, amelyről a legújabb kori művészettörténetnek és az esztétikának nincsenek nagy számban megállapításai. A Burden-jelenségben a halál valósága a mű egyik lehetséges következménye volt, bekövetkezése nem a művész szándékán múlott, a cselekmény kockázata a kiállított műdokumentáción keresztül kérdésessé válik. Ez pedig a művész szándékai ellen érvel. A valóság, az abban megesett történés és a mű szétvált. Nemcsak a művészettörténeti rend zavarásáról, hanem az emberi viszonylatokkal teli valóság elleni támadásról is szólnak az ilyen típusú művek.
- Prelűd Z20-ra vagy 110-re: A kaliforniai Santa Anaben, 1971. szeptember 10-étől 12-ig került bemutatásra. Burden a performansza mindhárom napján két órán át rézszíjakkal a beton-talajhoz volt erősítve. Mellette két 110 voltos vezeték volt egy-egy vödör vízbe mártva. A veszély, hogy a látogató vizet fröcsköl, ezáltal áramütés éri a művészt, egyértelműen fennállt.